# 因曼鎮區 (明尼蘇達州奧特泰爾縣)
因曼鎮區（英語：Inman Township）是位於美國明尼蘇達州奧特泰爾縣的一個行政鎮區。

## 歷史
因曼鎮區於1878年設立。鎮區得名自早期定居者托馬斯·因曼（Thomas Inman）。

## 地方資料
因曼鎮區的面積為94.60平方千米，當中陸地面積為94.34平方千米，而水域面積為0.26平方千米。根據2020年美國人口普查的數據，當地共有人口293人，而人口密度為每平方千米3.1人。